# Torilis japonica
Torilis japonica es una especie de planta herbácea perteneciente a la familia de las apiáceas.

## Descripción
T. japonica es una hierba anual o bienal, pilosa (al menos las hojas); tallos erectos hasta de 1 o 1'5 m, ramificados en la parte superior, sin restos fibrosos en la cepa; hojas basales 2-3 pinnatisectas con segmentos foliares entre linear-lanceolados y ovados, pinnatífidos o dentados, de 1-3 cm; 4-8(12) brácteas y bractéolas lineares, híspidas, persistentes; umbelas sobre pedúnculos de 4-8 cm, con 5-15 radios de 0'5-2 cm; flores con sépalos de 0'5 mm y pétalos blancos o rosados, algo radiados; el fruto es ovoide, de 2'5-4'5 mm, cubierto de aguijones dirigidos hacia el ápice y que llevan pequeñas setas más o menos patentes.
Como Torilis arvensis, T. japonica tiene umbelas terminales pero se distingue de esa especie por presentar brácteas numerosas (en lugar de 0-1) y frutos con aguijones sin el ápice retrorso.

## Distribución
Se distribuye por el Norte de África, Asia templada hasta Japón y por casi toda Europa excepto en los extremos norte y sur; mitad norte de la península ibérica y en Aragón por Pirineos y Sistema Ibérico. 

## Hábitat
Se encuentra en las orlas forestales ruderalizadas, a orillas de cursos de agua y herbazales subnitrófilos junto a caminos y carreteras; en ambiente fresco y sombrío.
Parece preferentemente calcícola aunque vive también en suelos acidificados en alturas de 
( 400 ) 600 - 1400 ( 1900 ) metros. La floración se produce en junio - agosto y la fructificación en julio - septiembre.

## Taxonomía
Torilis japonica fue descrita por (Houtt.) DC. y publicado en Prodromus Systematis Naturalis Regni Vegetabilis 4: 219. 1830.
Sinonimia
- Caucalis anthriscus  (L.) Huds.
- Caucalis japonica Houtt.
- Tordylium anthriscus L.
- Torilis anthriscus subsp. ucranica (Spreng.) Thell. in Hegi
- Torilis anthriscus (L.) C.C.Gmel.
- Torilis rubella Moench[3][4]

## Nombre común
- Castellano: bardañuela, culantrillo, ericilla, pie de gallina, quijones.[3]

## Galería

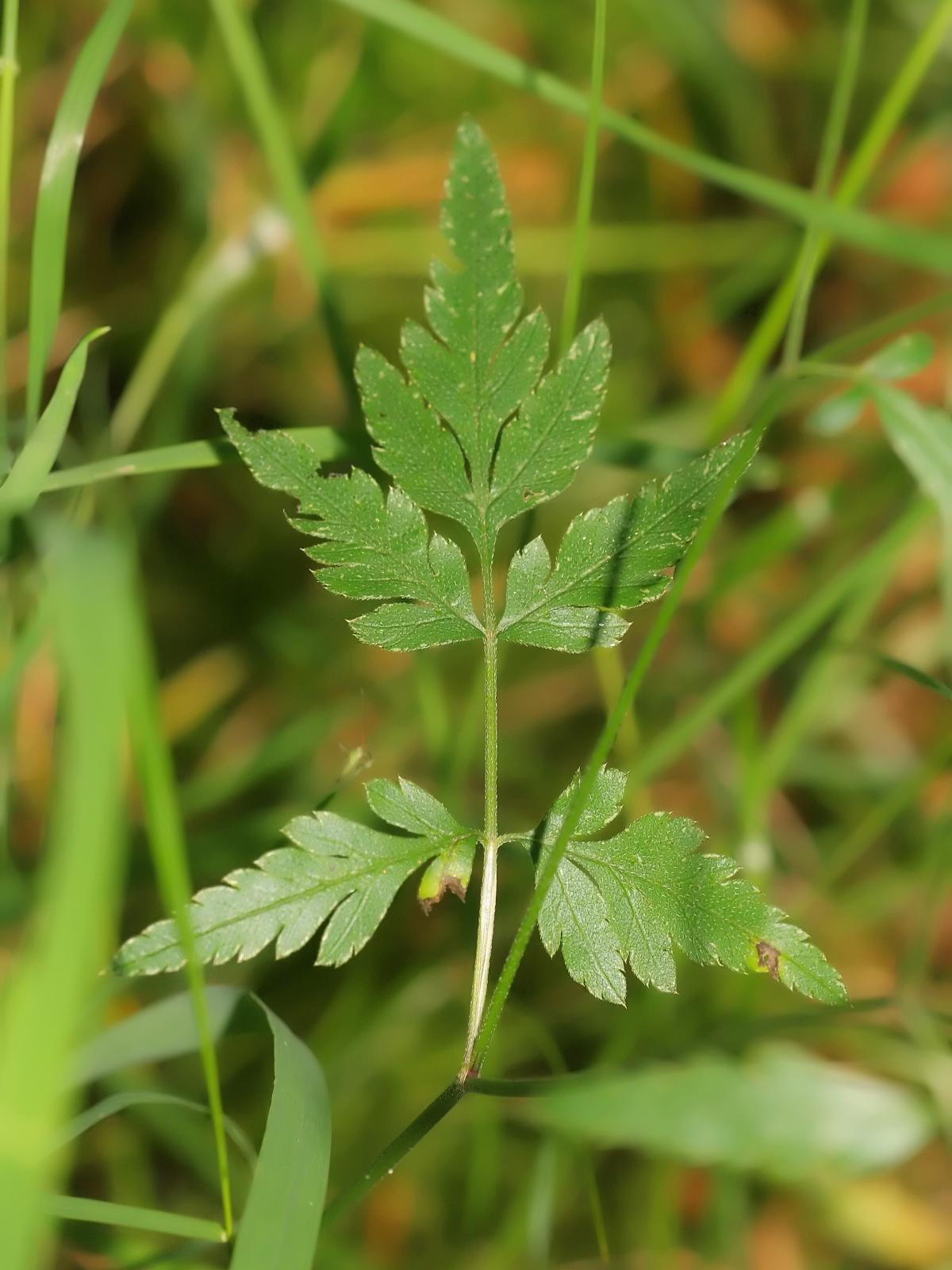
Hoja
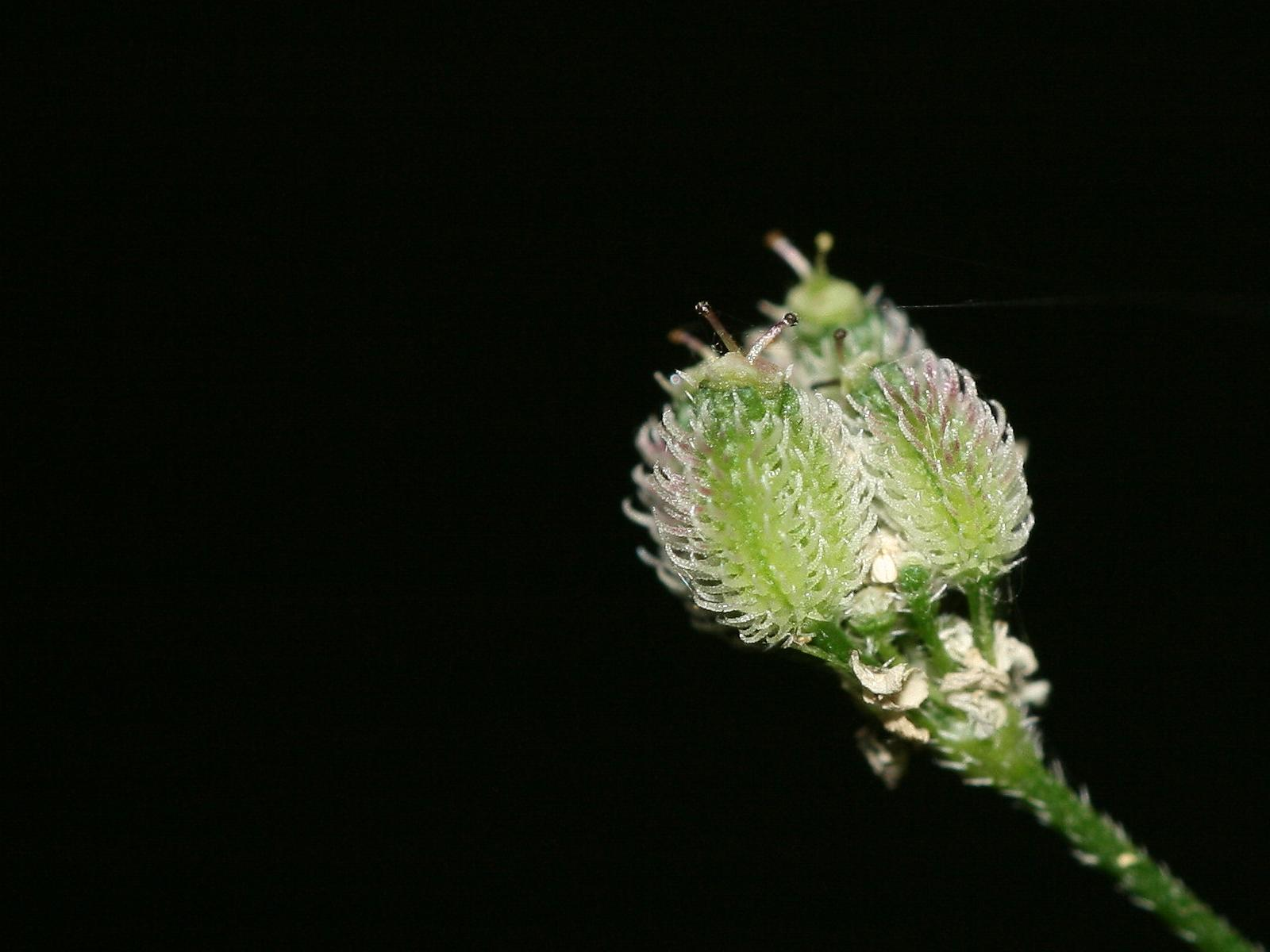
Fruto
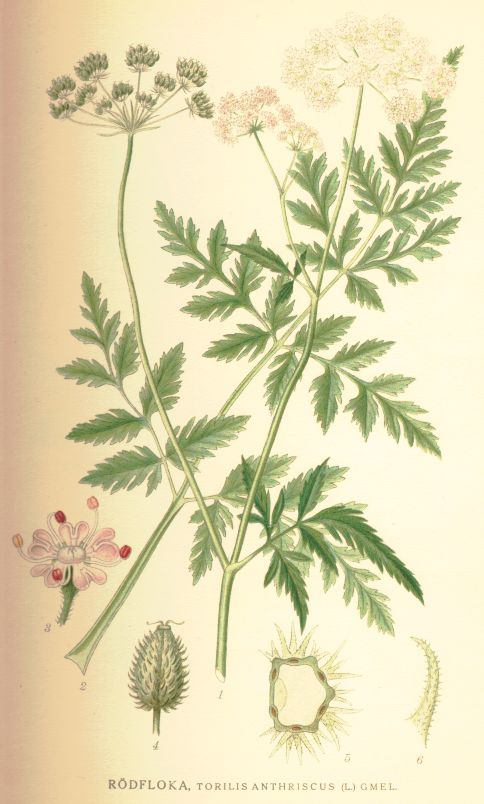
Ilustración